# Mofalla kyrka
Mofalla kyrka är en kyrkobyggnad som tillhör Mofalla församling i Skara stift. Den ligger i Mofalla socken i Hjo kommun.

## Kyrkobyggnaden
Timmerkyrkans äldsta delar är troligen från sent 1400-tal. Den tillbyggdes österut 1730-1733, varvid vapenhuset flyttades från södra långsidan till västgaveln och en läktare sattes upp i långhusets västra del. År 1845 utökades koret så att det blev fullbrett. Byggnadens yttre är sedan dess oförändrat. Fasaden har vitmålat lockpanel, småspröjsade fönster och valmat, spåntäckt tak med stark 1700-talsprägel. 
Sjuttonhundratalsmålningarna togs till stora delar bort vid en restaurering 1845. Vid den andra stora renoveringen 1953, återställdes kyrkan emellertid till 1700-talets karolinska stil.  Väggarnas nakna timmerväggar med sina dekorationsmålningar kring fönster och dörrar blottlades. Två äldre innertak återmonterades, det ena med senmedeltida målningar av rundlar och stiliserade blommor och det andra med akantusslingor i Läcköskolans anda, som utfördes 1739 av Johan Nevertz. 

## Klockstapel och klockor
Klockstapeln, som är från 1500-talet, har två klockor.
Lillklockan är förmodligen den minsta bevarade med runskrift, som är avsedd för vanlig ringning och tillkomståret omkring 1200. Texten består av fyra runor som kan tolkas som: akla. Höjden är endast 50 cm.

## Inventarier
- En tronande madonnaskulptur från 1100-talet utförd i björk. Höjd 82 cm. [2]
- Träskulptur av björk föreställande Kristus med en diakon till vänster från omkring 1450.[3]
- Triumfkrucifix från 1200-talets slut.[4]
- Altaruppsats och predikstol har utförts i barockstil av Bengt Wedulin 1731 respektive 1722.
- En skupterad basunängel i trä som hänger i kortaket är utförd i samma stil.
- En primklocka från den katolska tiden.

### Orgel
Kyrkan fick sin nuvarande orgel som är tillverkad av Ålems Orgelverkstad 2002. Den har sju stämmor fördelade på manual och pedal och ljudande fasad. Instrumentet söker efterlikna den amatörbyggda allmogeorgel som användes i kyrkan under 1800-talet och som har flyttats till Härjevads gamla kyrka i Västergötlands museums fornby.

## Bilder

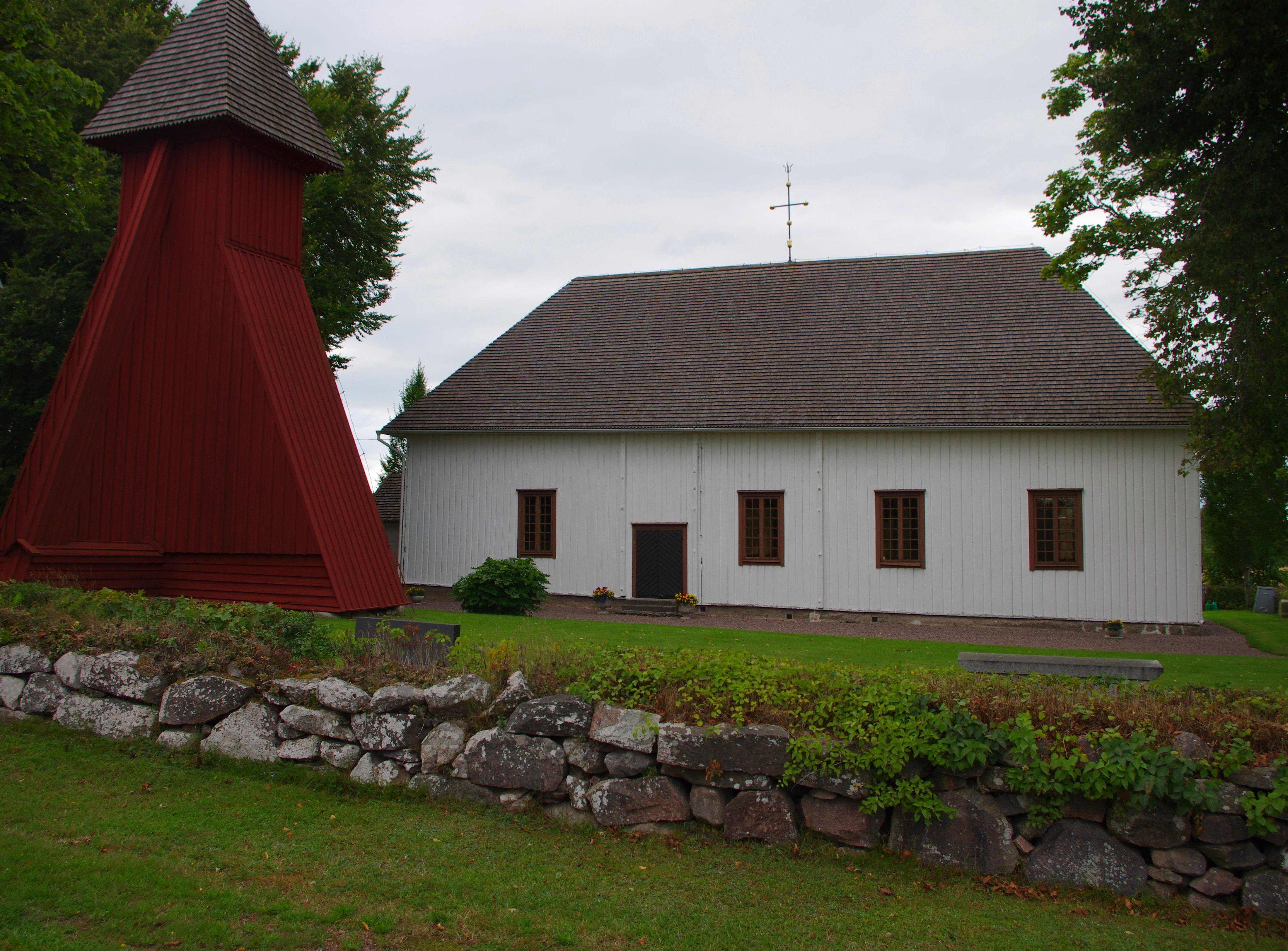
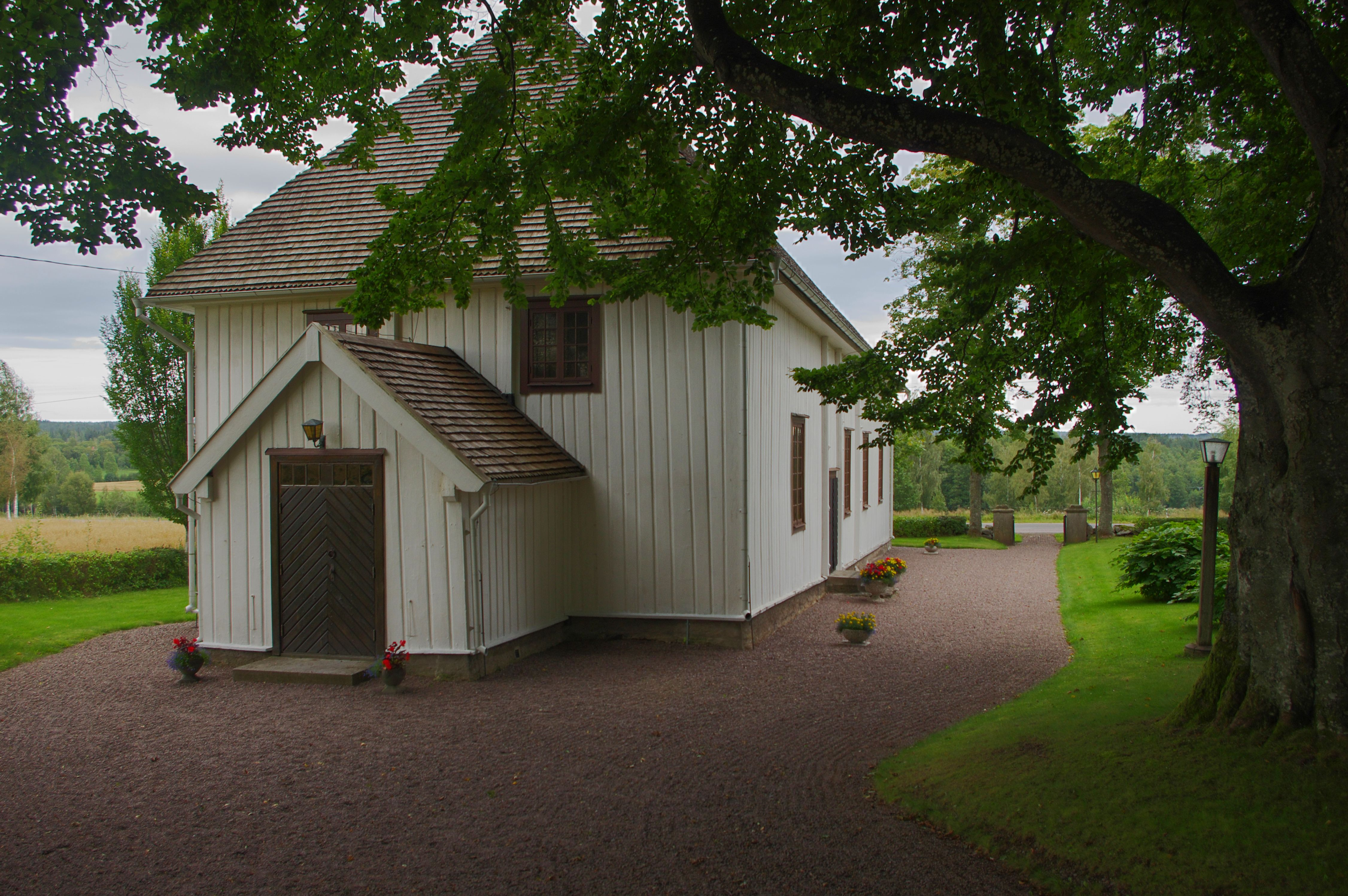
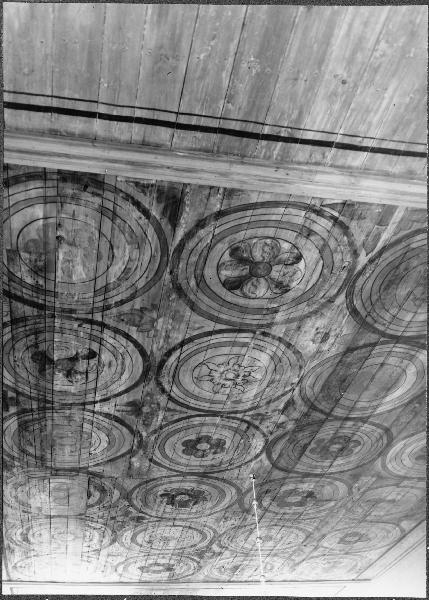
Takmålningar.
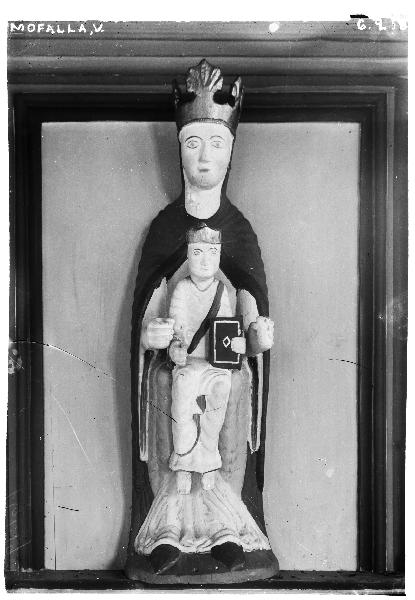
Madonnan.
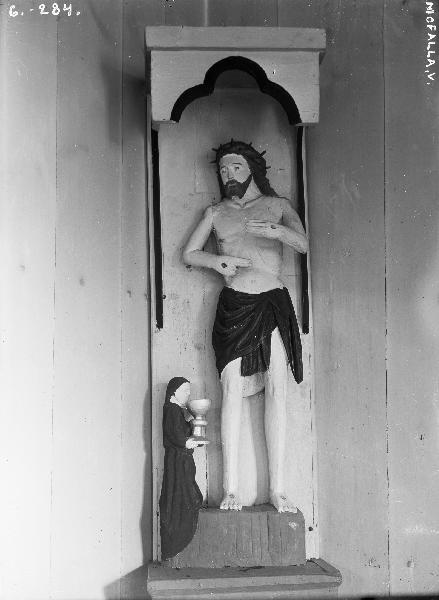
Kristusfiguren.
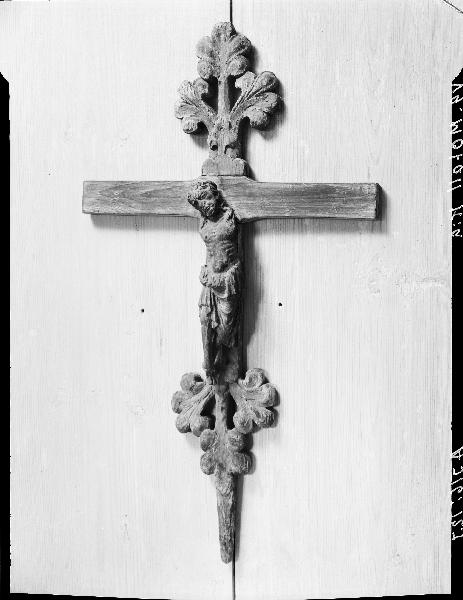
Triumfkrucifixet.
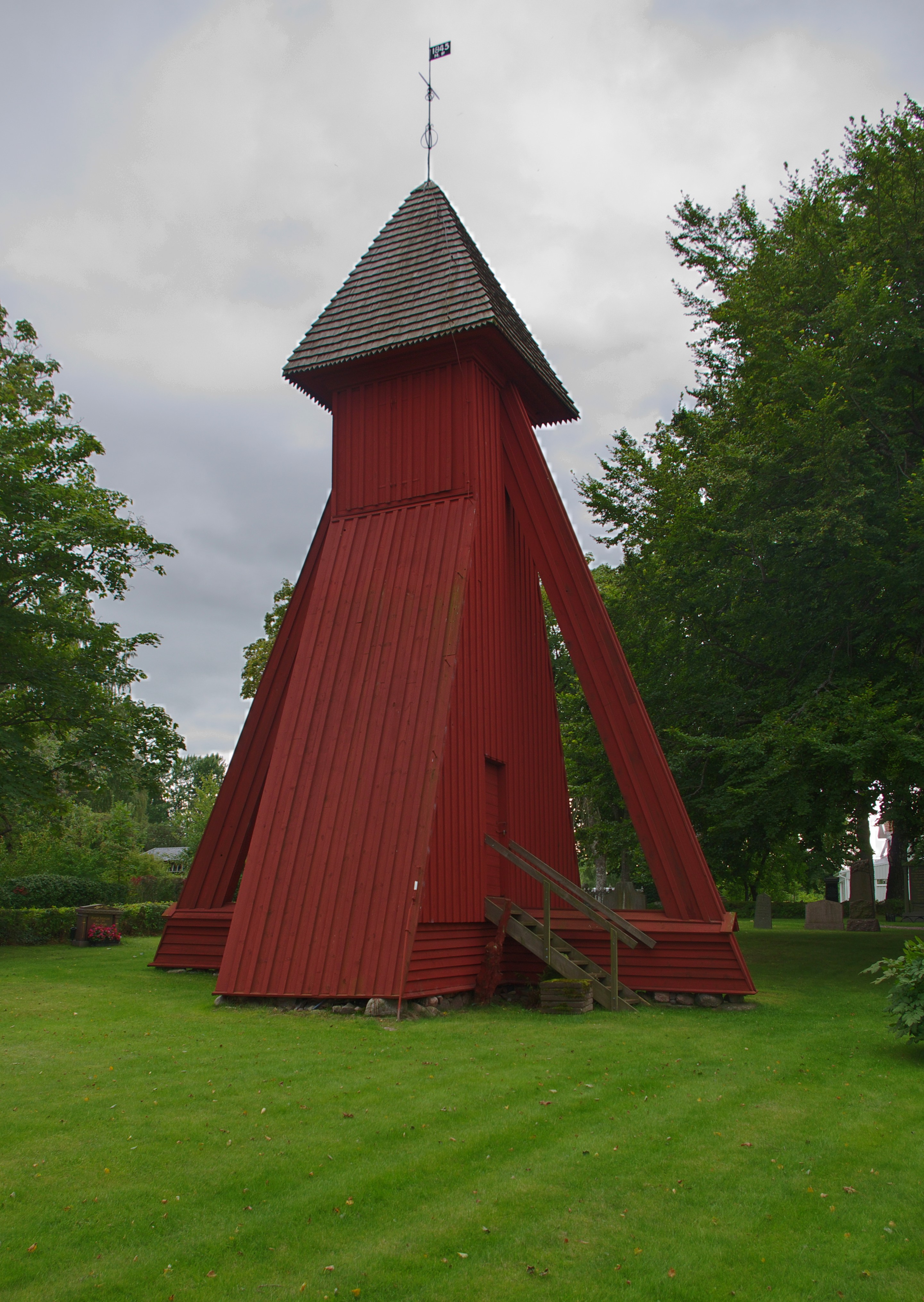
Klockstapeln.